# Nicola Romeo

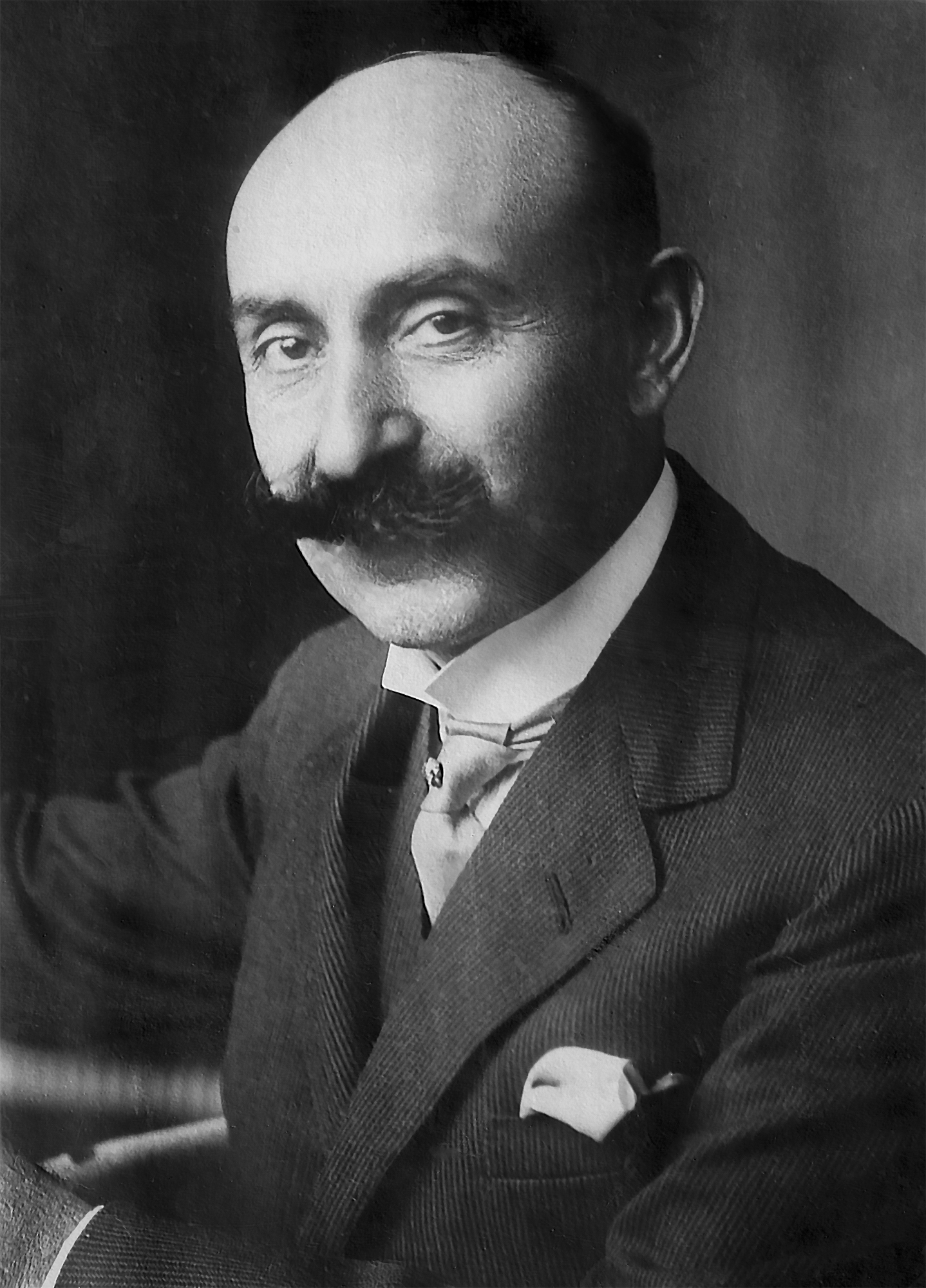
Nicola Romeo

Nicola Romeo (* 28. April 1876 in Sant’Antimo bei Neapel; † 15. August 1938 in Magreglio am Comer See) war ein italienischer Ingenieur und Unternehmer.

## Leben
Romeo absolvierte bis 1900 ein Maschinenbaustudium am Politecnico di Torino. Danach arbeitete er einige Jahre im Ausland. 1911 kehrte er in seine Heimat zurück und gründete die „Ing. Nicola Romeo e Co.“ Die Firma stellte Maschinen und Ausrüstung für den Bergbau her.
Das Unternehmen florierte auch wegen Rüstungsgeschäften bedingt durch den Ersten Weltkrieg. 1915 erwarb Romeo die Anteilsmehrheit an dem erst fünf Jahre zuvor in Portello bei Mailand gegründeten Automobilhersteller A.L.F.A., der kriegsbedingt mit der PKW-Produktion in Schwierigkeiten geraten war. Er stellte dort die Produktion zu einem großen Teil auf Rüstungsprodukte um, so wurden unter anderem in Portello auch Flugzeugmotoren hergestellt. 

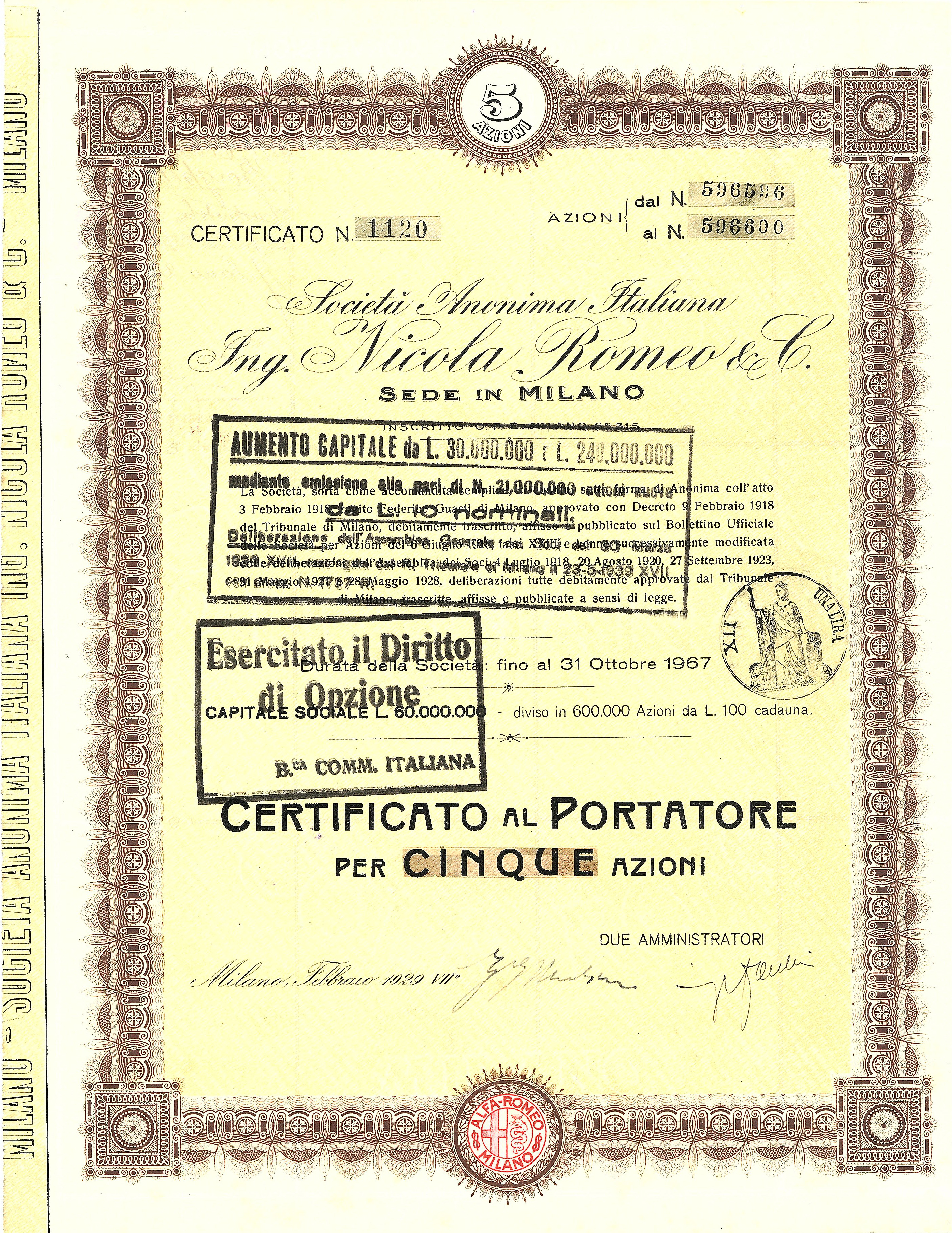
Aktienzertifikat der Società Anonima Italiana Ing. Nicola Romeo & C. über 5 Aktien à 100 Lire, ausgegeben in Mailand am 7. Februar 1929

1918 erwarb Romeo die absolute Mehrheit der Anteile an A.L.F.A. und firmierte nun unter „Società Anonima Italiana Ing. Nicola Romeo“. Der Markenname A.L.F.A. wurde auf „Alfa Romeo“ geändert.
Nach dem Ersten Weltkrieg konzentrierte sich Alfa Romeo wieder auf den Automobilbau. Mit Hilfe von Vittorio Jano, der ab 1923 für die Technik verantwortlich zeichnete, wurden neue sportliche Modelle für eine anspruchsvolle Kundschaft entwickelt. Im Motorsport konnten zahlreiche Erfolge erzielt werden, sie halfen den damals exklusiven Ruf der Marke aufzubauen und zu festigen. Nach dem Börsenkrach am Schwarzen Donnerstag geriet 1929 Alfa Romeo in wirtschaftliche Schwierigkeiten. Die staatliche IRI sprang ein und rettete Alfa Romeo. 
Nicola Romeo schied 1928 aus der Firma aus. 1929 wurde er von der Partito Nazionale Fascista für den italienischen Senat nominiert. Bis zu seinem Tod 1938 engagierte er sich noch finanziell in anderen Industrieaktivitäten und im Verkehrswesen. Romeo hinterließ seine portugiesischstämmige Frau und sieben Kinder.